# Басава
Басава (1134—1196) — индийский философ, поэт, государственный деятель и социальный реформатор, живший на территории современного штата Карнатака, основатель религиозной секты лингаятов.

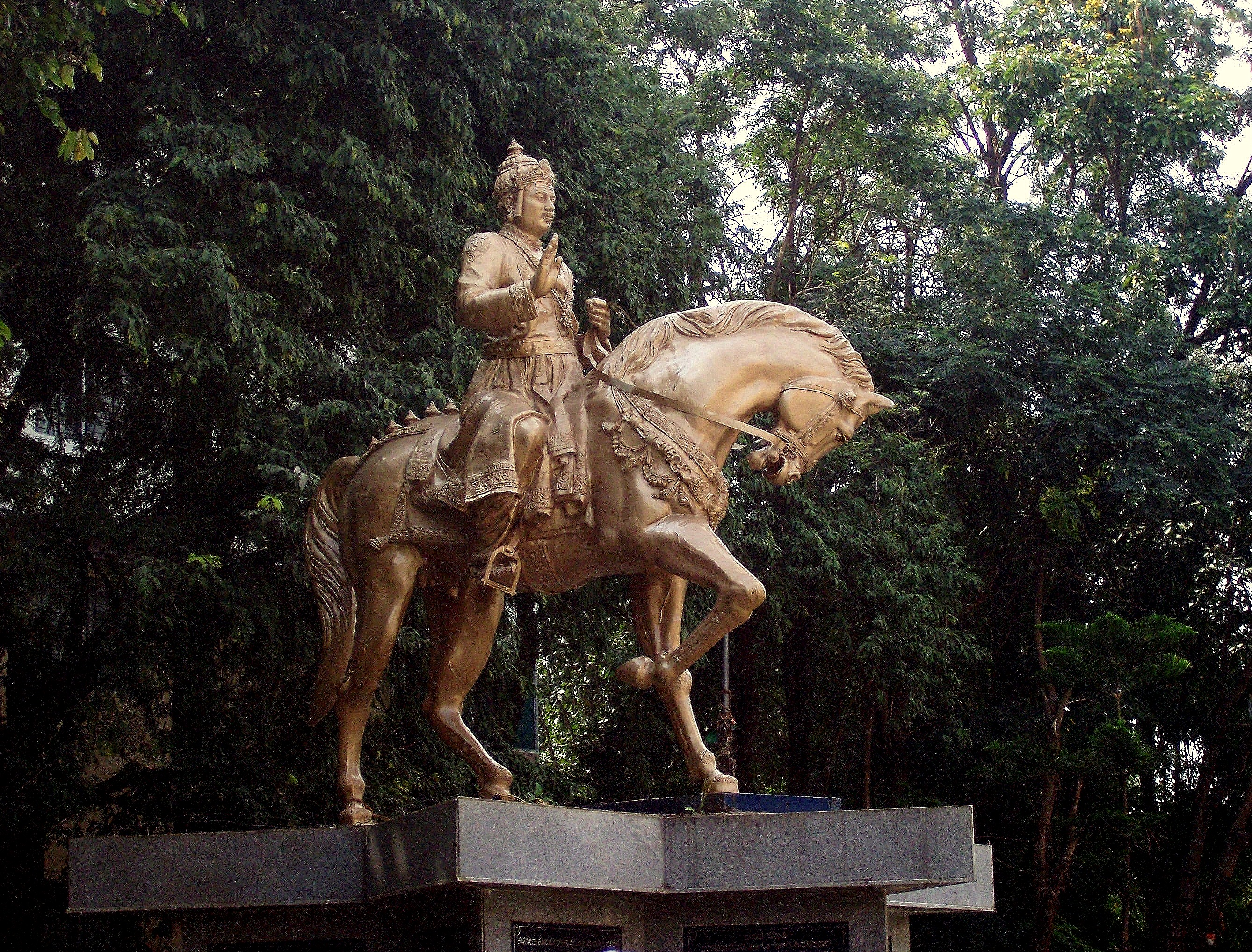
Памятник Басаве

Родился в небольшом городке Басавана-Багевади в ортодоксальной индуистской семье браминов, но с раннего детства отвергал многие практики индуизма. В отрочестве покинул родной город, отправившись странствовать по стране, беседовал с известными учёными, учился в Кудаласангаме. Свою карьеру начал с должности счетовода в Мангалеваде при дворе калачурского короля, бывшего вассалом Чалукской империи, где в конце концов дослужился до должности главного министра и создал своего рода «духовный совет» при короле. Его взгляды, особенно его толерантное отношение к касте неприкасаемых, послужили причиной враждебного отношения к нему со стороны ортодоксальных индуистов при дворе. Их наветы, непримиримость Басавы в отношении неприятия кастовой системы, о чём он открыто говорил королю, а также попытка вооружённого восстания против короля со стороны наиболее радикальных лингаятов в конце концов привели к его добровольному уходу в изгнание в 1196 году и смерти в том же году.
Выступал против бесчеловечной, по его мнению, кастовой системы, предполагавшей дискриминацию людей от рождения, и против целого ряда ритуалов в индуизме, стремился искоренить касту неприкасаемых и проповедовал равенство всех людей как средство достижения духовного просветления. Свои взгляды стремился донести до народа посредством поэзии, получившей название «вашаны». Ключевыми аспектами его проповедей, которые он всегда стремился читать простым языком, были монотеистическая концепция божества и тот факт, что храмом божества является само человеческое тело. В современной Индии Басава почитается как выдающийся исторический деятель и мыслитель, в его честь возведены статуи, чеканятся монеты, его именем названы некоторые государственные учреждения.